# Fantasia i fuga en sol menor, BWV 542
La Fantasia i fuga en sol menor, BWV 542 és una peça escrita per a orgue pel compositor barroc alemany Johann Sebastian Bach.

## Història
Es calcula que la fantasia i la fuga van ser compostes per separat. Es creu que la fuga va ser composta durant l'estada del músic en Weimar (1708-1717), mentre que la fantasia la va escriure quan residia a Köthen (1717-1723), en l'època en la qual Johann Sebastian Bach era mestre de capella i director de música de cambra del príncep Leopold d'Anhalt-Köthen. En aquest període no dedicà molta atenció a la música per a orgue.
Segons Philipp Spitta, Bach va compondre la Fantasia i fuga en sol menor per a una audició d'un càrrec d'organista a Saint Jakobus, Hamburg el 1720. La va executar a l'església de Santa Catalina, davant Johann Adam Reincken. No obstant això, Bach no es va quedar en el càrrec perquè no va portar a temps la llicència, però va deixar per a la història una peça que amb el pas del temps va arribar a ser considerada una de les millors del seu repertori organístic.
Està basada en una petita melodia popular, "Ick ben Gegroet", mentre que la fuga està basada en "Hortus Musics" (1687), unescançons d'origen holandès.
Franz Liszt va fer una transcripció per a piano d'aquesta peça.

## Anàlisi

### Fantasia
La fantasia té una estructura molt inusual, té parts molt de gran bogeria alternades amb passatges de serenitat i tranquil·litat. Moltes vegades se cita la fantasia com un preludi, però també l'hi pot considerar una tocata amb dues seccions de fuga.
L'atmosfera de la peça remet a l'estil barroc de l'època. Existeix una semblança amb la Fantasia i fuga en re menor, BWV 903 (de la sèrie de fantasies cromàtiques), escrita per a clavecí.
Comença amb un acord mantingut en la segona veu i una nota pedal, la qual cosa dona un gran volum al començament de la peça. Després, apareix una melodia principalment amb fuses, semicorxeres i de vegades corxeres, per després arribar a un acord en do major, una nota pedal (sempre és un mi) i una corxera en la primera veu que quan callen les últimes dues veus, la veu més aguda contínua la seva melodia en una sèrie de fuses, tot mantingut en la mateixa plica. Aquesta estructura es repeteix sis vegades, però amb certes diferències melòdiques. Després, la melodia principal es va traçant de la primera a la segona veu (l'organista pràcticament recorre tot el manual amb les mans), tot només amb fuses, amb un mi en el pedal que s'allarga una estona.
A continuació de tota aquesta seqüència apareix un petit silenci, seguit d'una nota pedal (solo) i d'una seqüència melòdica molt diferent a l'anterior, que ofereix una atmosfera més tranquil·la, lenta i malenconiosa, on hi ha un canvi en els instruments. Però només dura uns compassos, perquè torna una seqüència de fuses, un silenci, uns acords mantinguts seguits d'una seqüència de semicorxeres amb fuses. Les seqüències compostes de fuses, els acords i el pedal mantinguts són recursos usats de manera recurrent al llarg de tota la peça, com també els petits silencis després de certes seqüències, la qual cosa dona una irregularitat única a la peça.

### Fuga
La fuga té dos subjectes: un de llarg i alegre que modula a través de diverses tonalitats i un contrasubjecte (D-G-F#-G). És una de les fugues més populars de Johann Sebastian Bach, ja que s'han fet nombroses còpies manuscrites. La veu més aguda apareix com a solista durant els primers tres compassos, en el mateix pentagrama apareix una segona veu, la tercera veu apareix en el novè compàs (en el segon pentagrama), mentre que el pedal fa una majestuosa entrada en el catorzè compàs. Les primeres parts del pedal, es repeteixen en algunes parts de la fuga, però en diferents tons.